# Barker Island (Südgeorgien)
Barker Island ist eine mit Tussock bewachsene Insel im Archipel Südgeorgiens im Südatlantik. Sie liegt am westlichen Ende des Hauge Reef und beherbergt Brutkolonien des Riesensturmvogels.
Das UK Antarctic Place-Names Committee benannte sie 2009. Namensgeber ist Captain Nicholas Barker (1933–1997) von der Royal Navy, Kommandant der Endurance im Falklandkrieg bei der Rückeroberung Südgeorgiens nach der Invasion durch die Streitkräfte Argentiniens.